# Kömpöc
Kömpöc – wieś i gmina w południowej części Węgier, w pobliżu miasta Kiskunmajsa.
Miejscowość leży na obszarze Wielkiej Niziny Węgierskiej, w komitacie Bács-Kiskun, w powiecie Kiskunmajsa. Gmina Kömpöc liczy 744 mieszkańców (2009) i zajmuje obszar 29,98 km².